# Long Live the Queens!
Long Live the Queens! – drugi składankowy album brytyjskiej grupy Shakespears Sister w skład, którego weszła płyta CD, DVD zawierające remiksy, B-side'y poprzednio nie zamieszczone na CD.

## Lista utworów
1. "You're History" (Maximized Version) (Fahey/Feldman/Detroit/Seymour)
2. "Pretty Boy" (Fahey/Stewart/Detroit)
3. "Break My Heart (You Really)" (Extended Mix) (Fahey/Feldman/Detroit)
4. "Heroine" (Heavenly) (Fahey/Feldman)
5. "Run Silent Run Deep" (The Revolution Mix) (Fahey/Feldman)
6. "Mr Wrong" (Fahey/Stewart)
7. "Dirty Mind" (1990 Version) (Fahey/Feldman)
8. "Goodbye Cruel World" (BTO Mix) (Fahey/Stewart/Ferrera)
9. "Black Sky" (Black Widow Mix) (Fahey/Detroit/Ferrera/Stewart)
10. "I Don't Care" (Henley Board Mix) (Fahey/Detroit/Sheamur/Feldman)
11. "Remember My Name" (Fahey/Feldman/Detroit)
12. "Stay" (Acoustic Version) (Fahey/Detroit/Stewart)
13. "Prehistoric Daze" (Shakespear's Sister & The Holy Ghost) (Fahey/Stewart)
14. "Suddenly" (Fahey/Muller)
15. "Opportunity Knockers" (Fahey/Muller)
16. "I Can Drive" (Pull Down Your Pants Mix) (Fahey/Hodgens/Stewart)